# ISO-container

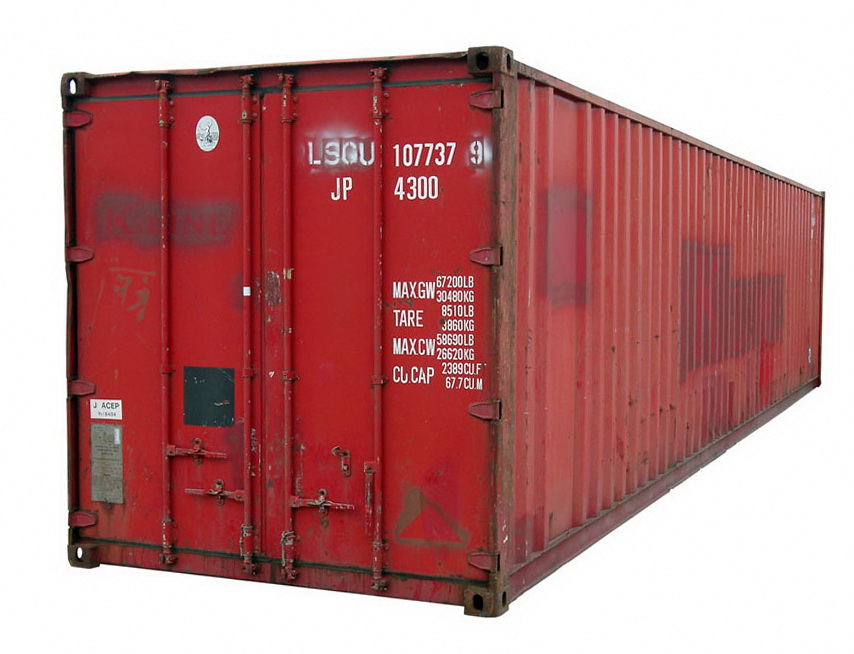
40-fotscontainer.

En ISO-container är en lastbehållare i storlekar, som är standardiserade av ISO och som är avsedda lastas på järnvägsvagnar, lastbilar och fraktfartyg.

## Storlekar

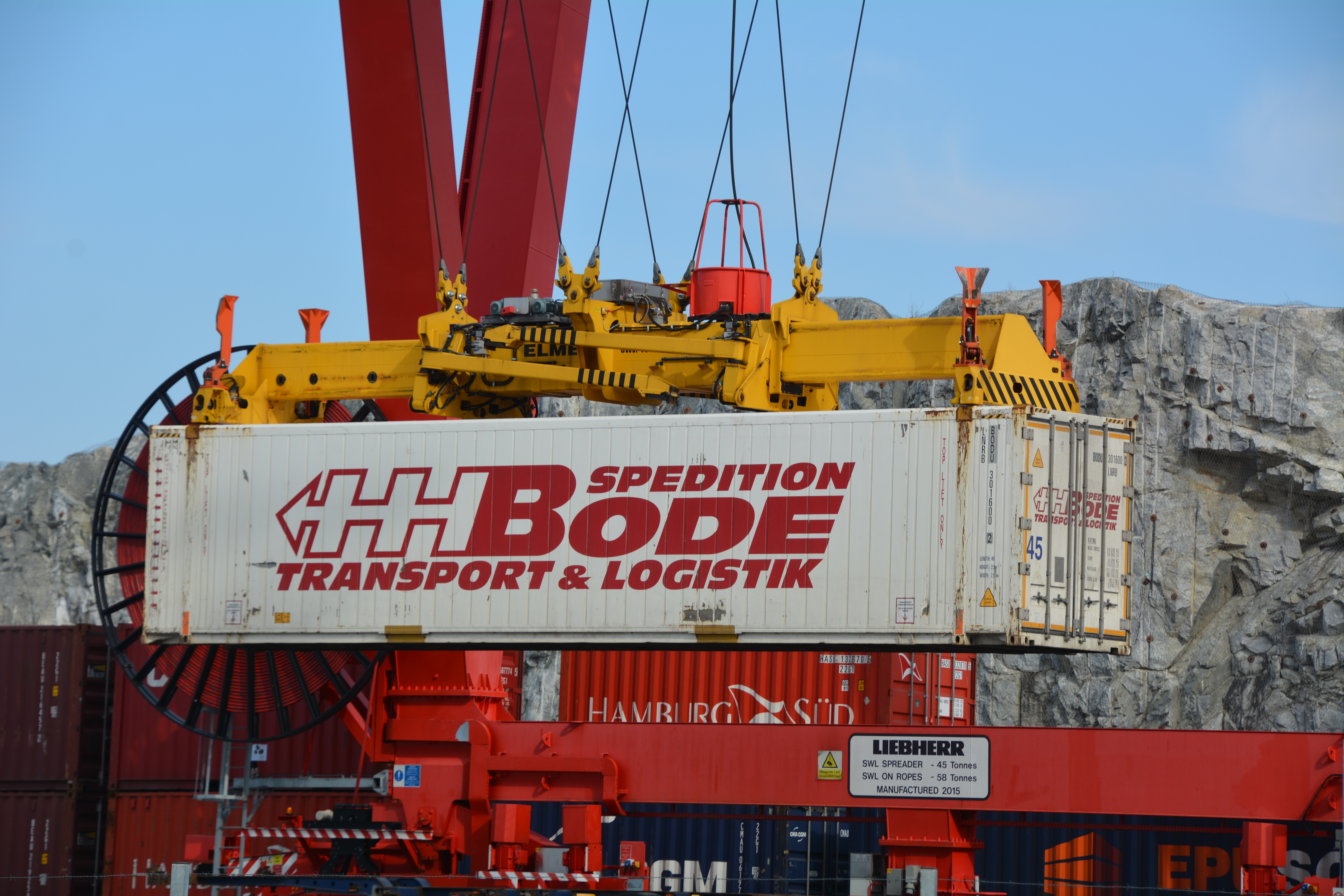
Lyft av 45 fots-container på Kombiterminal Stockholm Nord

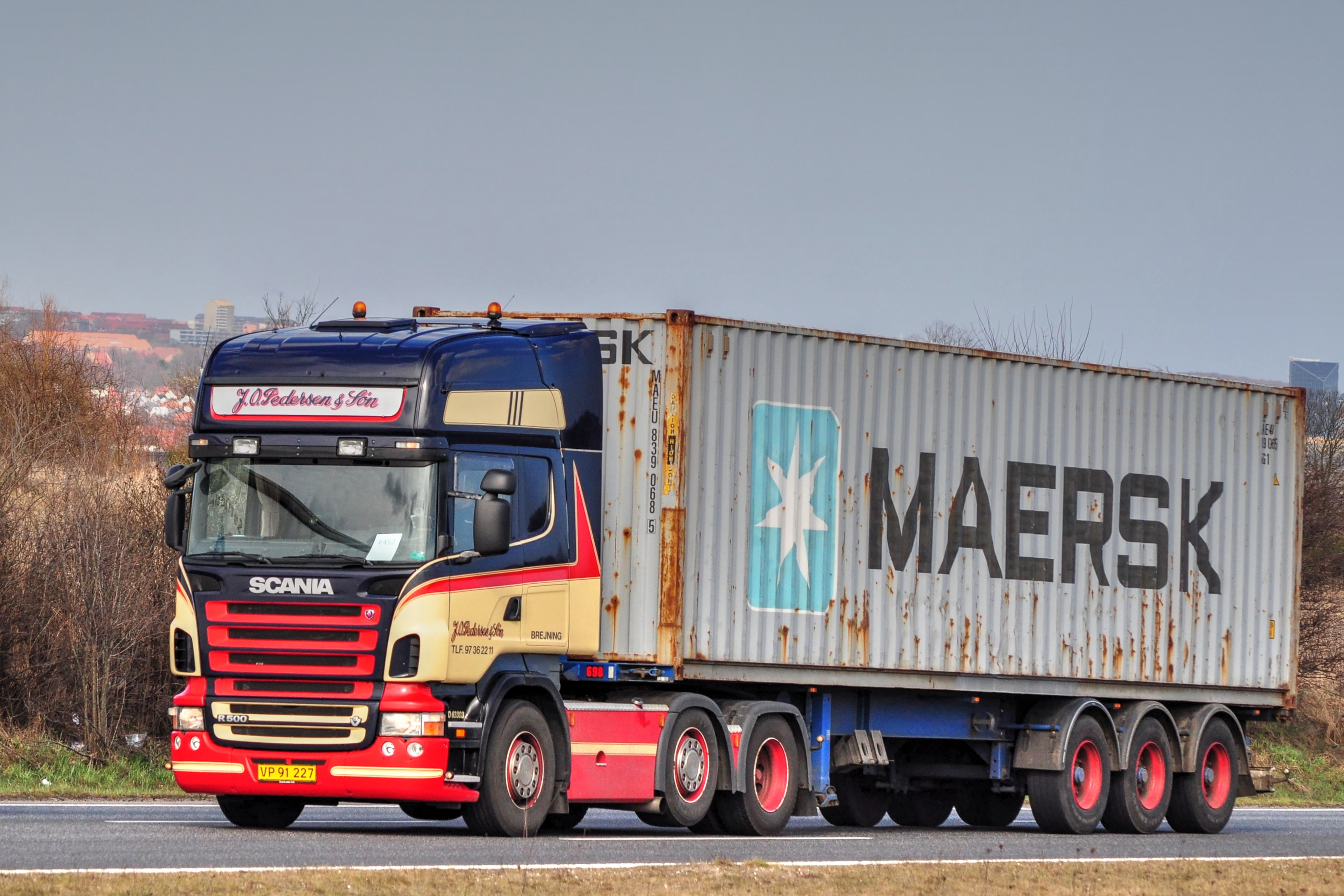
Lastbil med påhängsvagn transporterar en 40-fotscontainer från Maersk.

Containrar finns i storlekarna 6,058 meter (20 fot), 12,19 meter (40 fot), 13,72 meter (45 fot), 14,63 meter (48 fot) och 16,15 meter (53 fot). Standardcontainern har en bredd av 2,438 meter (8 fot) och en höjd av 2,591 meter. Invändig bredd är 2,350 meter, invändig längd 5,898 meter och invändig höjd är 2,390 meter. En version av standardcontainern kallad "High-Cube" har en höjd av 2,90 meter. Dimensionerna har ursprung i USA och är valda för att hålla sig inom de lastprofiler som finns för landsvägar.

## Vikt
En 20-fots container får väga max 24,00 ton brutto med 21,6 tons last. En 40-fots container får väga max 30,48 ton brutto med 26,5 tons last.
Kapaciteten (volym) för både hamnanläggningar och containerfartyg brukar anges i enheterna TEU (twenty-feet equivalent unit sv:tjugofotsekvivalenter) eller FEU (forty-feet equivalent unit sv:fyrtiofotsekvivalenter), där 1 FEU motsvarar 2 TEU. Ett containerfartyg kan ha en kapacitet på över 19000 TEU.

## Lastning
Containrar med fast tak lastas med styckegods, som normalt lastas på pall (så kallade Europapallar eller SJ-pallar). Det ryms 11 pallar i 20-fotscontainern, och 25 pallar i 40-fotscontainern. Dimensionerna är valda i USA och är inte anpassade till Europapallar och inte Europapallarna efter dem, varför det blir en del tomrum när man lastar pallar. Man måste ta till särskilda åtgärder för att pallarna ska förankras. 
På väg körs en 40-fotare eller två 20-fotare per ekipage. I Sverige och Finland har Transportstyrelsen även beviljat dispens för ekipage med två 40-fotare eller tre TEU. På järnväg, som har större möjlig lastkapacitet än lastbil, är det i till exempel USA vanligt att lasta två containrar på varandra, men i Europa tillåts inte sådan höjd vid tågtransport.

Vinsten med containrar är vid omlastning mellan båt/lastbil/tåg, att det är enklare att hantera.

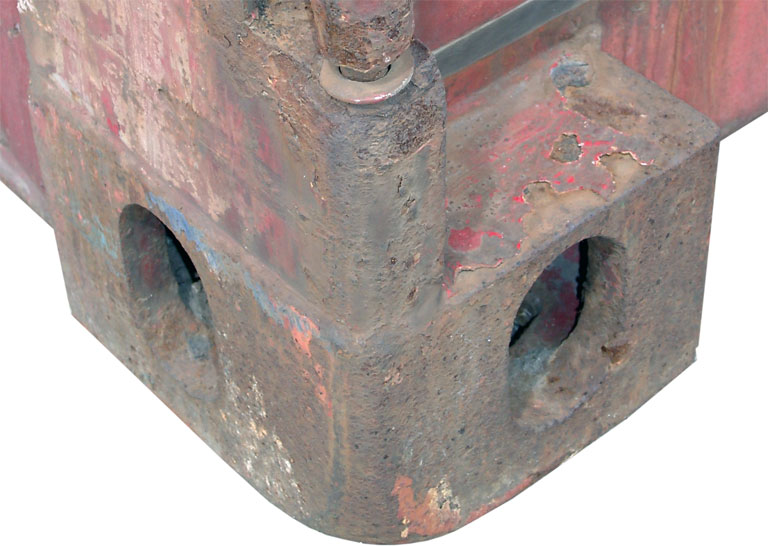
Det standardiserade Containerhörnet (corner casting) gör det möjligt att stapla och förankra containrar

## Varianter
Det har på senare tid blivit vanligare i Europa med en ny typ av container kallad PW (Pallet Wide) som är 244 cm breda invändigt och gör det möjligt att ställa två EU-pallar i bredd.
Stora Enso har infört en slags container som kallas StoraBox eller SECU. Den har maxstorlek och vikt för svensk järnväg, och går med båt och järnväg på vissa sträckningar. Hamnar, båtar och järnvägsvagnar måste ha speciell utrustning för att hantera dem. Fraktflygplan använder särskilda flygcontainrar. De är 153 cm breda och 163 cm höga och har varierande längd.

## Historik
Kommersiell användning av containrar började 1956. Med den standardisering inom transportnäringen, som containern medförde, blev transporterna mycket billigare. Det gamla flödet var att lagra varor som skulle skeppas i magasin. När ett ledigt fartyg angjorde hamn flyttades godset ut på kaj för att sedan stuvas med kran och vinschar. Det hände ofta att fartygen inte gick enligt tidtabell och de låg ofta lika länge vid kajen som ute till havs. Den nya metoden med containrar var mycket effektivare och mer än fördubblade hastigheten av att lasta och lossa.
År 1937 iakttog Malcolm McLean hur lasten från hans lastbil lastades ombord på ett fartyg och fascinerades av ineffektiviteten. McLean kläckte då idén att man istället för att lasta om hela skåpet bara kunde lasta ombord hela bilens lastrum på fartyget. Han grundade senare transportföretaget Sea Land. Den 26 april 1956 genomförs den första resan med containrar, när Sealandfartyget Ideal-X medförde 58 containrar med från Newark, New Jersey till Houston, Texas. Den 2 maj 1956 nådde det första containerfartyget Europa, när Fairland anlöpte Rotterdam. År 1961 standardiseras containrarna.
I dag hanterar systemet 90 % av all fartygsfrakt (tonkilometer), bortsett från olja, malm och liknande bulkgods. Särskilt stor är andelen för oceangående frakt. På Östersjön/Nordsjön är frakt av hela lastbilar (ro-ro och ro-pax) stort.